# Wilberforce, New South Wales
Wilberforce este o suburbie în Sydney, Australia.